# 依蘭県
依蘭県（いらん-けん）は、中華人民共和国黒竜江省ハルビン市に位置する県。県人民政府の所在地は依蘭鎮。満洲族の古くからの居住地であり、清室祖宗発祥の地。

## 地理
西部から北部にかけて、アムール川(黒竜江)へと続く松花江が流れている。また、南部より流れている牡丹江が依蘭鎮付近で松花江に合流している。

## 歴史
依蘭とは「依蘭哈喇」の略称であり、満洲語で「三姓」を意味するイラン・ハラ（ᡞᠯᠠᠨ
ᡥᠠᠯᠠ　転写：ilan hala）の音写。意訳した三姓という旧称も存在する。『三姓志』の記載によれば清初に松花江（sunggari ula）中流のフルハ河（hūlha bira、呼爾哈河、胡里改河、現在の牡丹江）口、湯旺河口、下マナハ（manaha、瑪那哈）地方及びフルハ河正東倭和地方にホジェン人（赫哲人）が数十戸から数百戸の集落を形成していた。天聡年間にフルハ河一帯の1000人を山東征剿に用いている。また満洲国が編纂した『依蘭紀略』には盧・葛・舒の三姓が居住していたことより三姓の地という地名が発生したと記載されている。
古代は粛慎の居住地であり、唐代は渤海黒水都督の管轄とされた。遼は女真五国部（剖阿里・盆奴里・奥里米・越里篤・越里吉の五国）の地とされた。金代は胡里路とされ、初期は万戸府、後に節度使が設置された。元代は軍民万戸府、明代は奴児干都司忽児海衛が設置された。清初の1714年（康熙53年）には三姓協領衙門が、1731年（雍正9年）12月には三姓地方副都統の設置が上奏され、翌年には副都統が設置され、黒竜江下流及び松花江中下流及び沿海州などを統括し、この地域に居住する諸民族が貢納する毛皮と絹布を初めとする中国物産との交易が行われ、三姓は松花江水運の要衝として発展していった。
1905年（光緒31年）、吉林将軍による三姓吉江（吉林・黒竜江）地区の中心にすべく府治設置の上奏が出され、翌1906年（光緒32年）2月15日に依蘭府が設置された。中華民国が成立すると、1913年3月に依蘭県に改編された。1934年（康徳元年）に満洲国が成立すると三江省に属した。

## 行政区画
下部に6鎮、2郷、1民族郷を管轄：
- 鎮：依蘭鎮、達連河鎮、江湾鎮、三道崗鎮、道台橋鎮、宏克力鎮
- 郷：団山子郷、愚公郷
- 民族郷：迎蘭朝鮮族郷

## 交通

### 鉄道
- 中国鉄路総公司
  - 中国鉄路ハルビン局集団公司
    - 哈佳線（ハルビン方面）- 達連河駅 - 依蘭駅 - 宏克力駅 -（ジャムス方面）

### 道路
- 高速道路
  -  哈同高速道路
  -  依興高速道路
- 国道
  -  G221国道（中国語版）
- 省道
  -  101省道
  -  308省道
  -  307省道

## 健康・医療・衛生
- 依蘭県人民医院
- 依蘭県中医院

## 名所・旧跡・観光スポット
- 丹清河国家森林公園
- 丹清河省級旅游風景区